# Comarque du Río Mula
La Comarque du Río Mula, aussi appelée en espagnol "Cuenca del Río Mula", est une comarque de la région de Murcie (Espagne) formée par les communes d'Albudeite, Mula, Campos del Río et Pliego. Elle est située au centre de la région.
Le chef-lieu est Mula. La comarque est traversée par le Río Mula.

## Communes

Communes de la Comarque du Río Mula

Comarques de la Région de Murcie

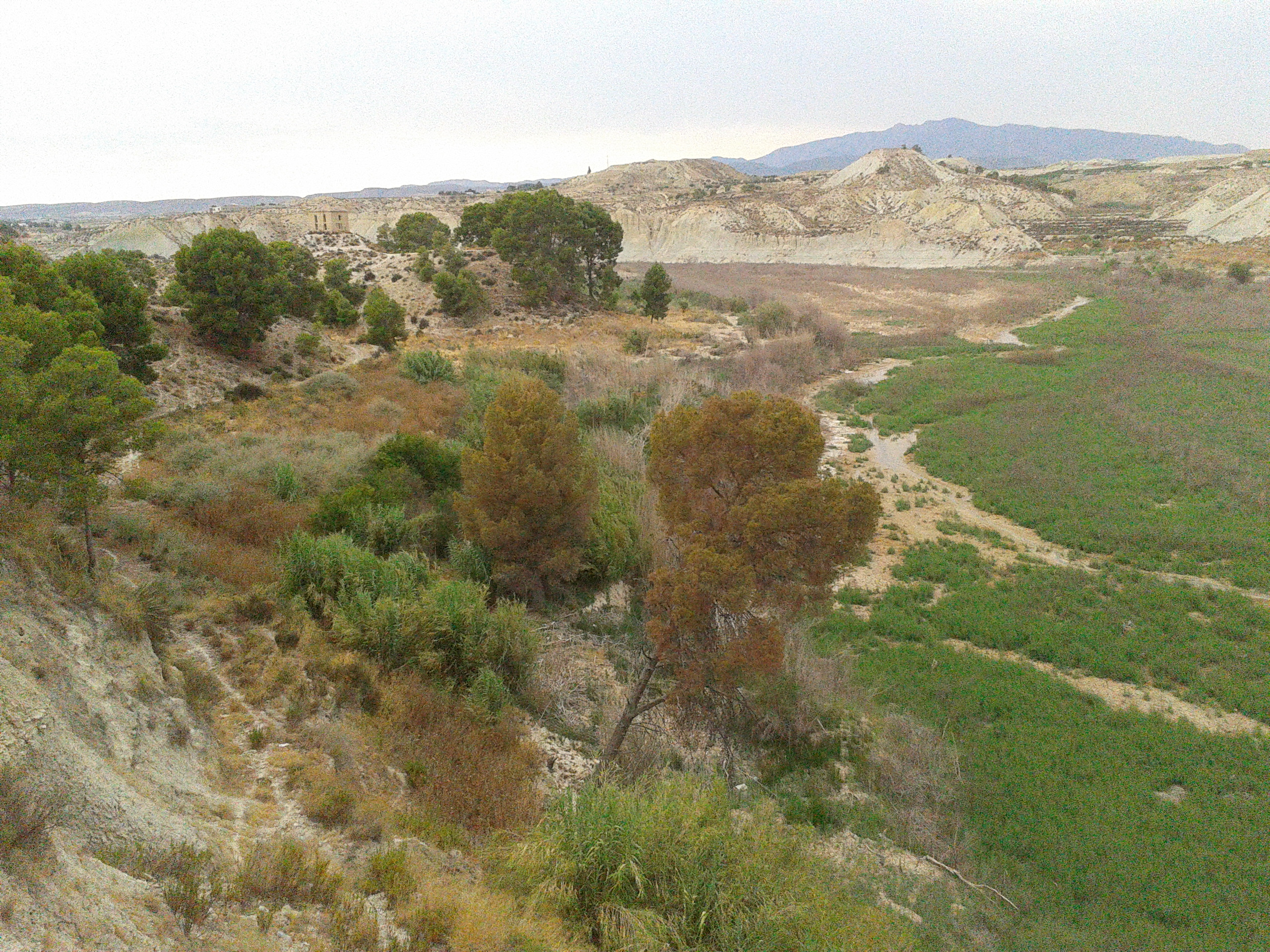
Un paysage de la comarque.

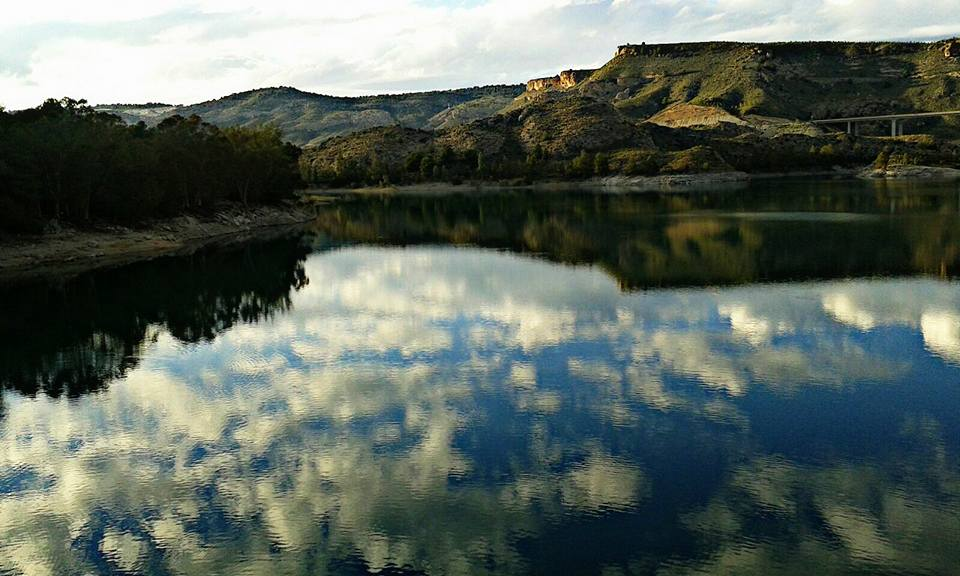
Barrage de la Cierva.

| Nom            | Population (2021) | Superficie |
| -------------- | ----------------- | ---------- |
| Albudeite      | 1 388             | 17,02      |
| Campos del Río | 2 061             | 47,8       |
| Mula           | 17 074            | 633,38     |
| Pliego         | 3 868             | 29,0       |
| Total          | 24 391            | 727,2      |